# Église Saint-Martial de Sainte-Fortunade
L'église Saint-Martial de Sainte-Fortunade est un bâtiment religieux, de confession catholique, situé à Sainte-Fortunade, dans le département français de la Corrèze en région Occitanie. 

## Histoire
L'église Saint-Martial est d'époque romane. Elle date du XIIe siècle, mais certainement bâtie sur l'emplacement d'un ancien édifice, mentionné dans le cartulaire de l'Abbaye de Tulle, dès 894. La paroisse portera le nom de Saint-Martial, en hommage à l'évêque de Limoges, Saint-Martial-le-Noir, jusqu'à cette période, puis pris le vocable de Sainte-Fortunade. La légende veut que les reliques de la jeune martyre, en transfert vers la Bourgogne, depuis Agen, auraient manifesté, par voix de miracles près de la fontaine de Chabrignac, le désir de rester dans la paroisse. 
L'église est inscrite au titre des monuments historiques, depuis le 26 janvier 1927.

## Objets protégés au sein de l'église
- Chef-reliquaire : sainte Fortunade[3]
- Reliquaire pédiculé à monstrance en forme de tourelle[4]
- Reliquaire pédiculé à monstrance cylindrique horizontale[5]
- statuette : Vierge de Pitié[6]